# سيري نو موريبيتو - حامي الروح العظيمة (أنمي)
حارس الروح العظيمة أو سيري نو موريبيتو - حامي الروح العظيمة (أنمي) أو سيري نو موريبيتو هي سلسلة روايات خيالة يابانية تعرف بأسم الحامي "Moribito"، السلسلة من تأليف الروائية ناهوكو أوهاشي "Uehashi [الإنجليزية]" الحاصلة على شهادة الدكتوراه في الانثربولوجيا الثقافية.
ناهوكو بدأت بكتابة الروايات في نهاية الثمانينات من القرن الماضي، وتميزت جميع رواياتها أنها تحمل أسم –الحامي- والتي بيع منها أكثر من مليون ونصف المليون نسخة داخل اليابان والتي حصلت على الكثير من الجوائز، كما حصلت بعض رواياتها على إقتباسات أنمي ومانجا وحتى دراما التلفزيون.

## قصة الأنمي
تدور أحداث القصة حول امرأة مقاتلة تدعى بالسا اخذت على عاتقها مهمة حماية الأخرين، وفي اثناء ترحالها الطويل تصل بالسا إلى إمبراطورية يوغو الجديدة، والتي سرعان ما وجدت نفسها متورطة في أكبر تحدٍ واجهته في حياتها، استدعتها الامبراطورة الثانية لتلك الامبراطورية، وطلبت منها حماية أمير القصر الثاني (الأمير تشاغومو)، والذي كان الإمبراطور ينوي قتله بعد ان تيقّن كهنة الامبراطورية أن هذا الأمير سيكون – حامي الروح العظيمة – هذه المرة.
حامي الروح العظيمة أو كما يسمى (سيري نو موريبيتو) هو لقب يطلق على الشخص الذي تختاره اطياف الماء القادمة من عالم آخر لكي تضع بيضتها داخله، والتي تكون مهمة هذا الحامي هي حمل البيضة وتهيئتها لكي تفقس، وإلا فإن الجفاف والقحط سوف يحل طيلة مئة عام، ولن ينمو الزرع ولن تفيض الأنهار حتى وقت طويل، وظناً من الجميع أن الأمير تشاغومو قد تملكه شيطان من نوع ما! كانوا يرون وجوب قتله بسيف الإمبراطور، سليل الإمبراطور الأعظم (تورغال) الذي سبق وقتل شيطان ماء في العصور الغابرة، ووضع أسس إمبراطورية يوغو الجديدة.
توافق بالسا على طلب الامبراطورة لحماية الأمير الصغير، وهربت به دون ان تدرك حقاً كمّ الاخطار التي ستواجهها معه، ثم تبدأ رحلتهما معاً كما لو كانا أماً وأبنها، ما أن ينعما بالراحة والأمان حتى سرعان ما يكتشفون أنهم أمام خطر أكبر بكثير من طيف الماء ذاك، حيث طبقاً للأسطورة القديمة فأنه عندما يحين موعد فقس البيضة سوف يظهر مخلوق من العالم الآخر ويسمى (لا لونغا) هذا المخلوق سوف يقتل حامي الروح المقدسة ليحاول أكل بيضة طيف الماء، وفي حال حصول هذا الأمر، فأنه يعني أن الكارثة ستحل على البلاد طيلة مئة عام كاملة، حتى ظهور حامٍ أخر للروح العظيمة!
عندها تصبح مهمة بالسا أصعب بكثير، حيث أنه يجب عليها حماية الأمير من هجمات رجال القصر المتكررة لأرجاعه مع حماية البيضة التي بداخلة من شر (لا لونغا)